# 小島寛之
小島 寛之（こじま ひろゆき、1958年 - ）は、日本の経済学者、数学エッセイスト。専門は経済理論、特にゲーム理論、数理経済学、意志決定理論。帝京大学教授。経済学博士（東京大学）。

## 略歴
東京都生まれ。東京大学理学部数学科卒業。中学生のときから数学者になることを夢見ていたが、東京大学大学院理学系研究科数学専攻(現数理科学研究科)の大学院入試に3度落第したため、数学者への道を諦め、塾講師となり、中学生に数学を教えた。市民講座で宇沢弘文の講演を聴いたことを契機に東京大学大学院経済学研究科へ進学。同大学博士課程単位取得退学。帝京大学経済学部専任講師 (2000年-2004年)、同助教授 (2004年-2010年)を経て、2010年より帝京大学経済学部教授。2008年に東京大学より経済学の博士号を取得した (論文博士)。

## 著作

### 単著
- 『数学迷宮　メタファーの花園に咲いた一輪のあじさいとしての数学　カントール・レクイエム』新評論、1991年9月。ISBN 978-4-7948-0099-2。
  - 『無限を読みとく数学入門　世界と「私」をつなぐ数の物語』角川学芸出版〈角川ソフィア文庫 SP K-107-2〉、2009年8月。ISBN 978-4-04-409102-6。
- 『解法のスーパーテクニック』東京出版〈高校への数学〉、1993年6月。ISBN 978-4-924544-25-3。
- 『数学幻視行　誰も見たことのないダイスの7の目』新評論、1994年6月。ISBN 978-4-7948-0218-7。
- 『数学オリンピック問題にみる現代数学　難問の奥にある“ほんもの”の香り』講談社〈ブルーバックス B-1054〉、1995年2月。ISBN 978-4-06-257054-1。
- 『数学ワンダーランド』東京出版〈高校への数学〉、1995年11月。ISBN 978-4-924544-88-8。
- 『ミステリーな算数』古川タク／絵、小峰書店〈パラドックス事件簿 1〉、1999年7月。ISBN 978-4-338-16301-9。
- 『算数でホラー』古川タク／絵、小峰書店〈パラドックス事件簿 2〉、1999年12月。ISBN 978-4-338-16302-6。
- 『算数ワンダフル』古川タク／絵、小峰書店〈パラドックス事件簿 3〉、2000年3月。ISBN 978-4-338-16303-3。
- 『ゼロから学ぶ微分積分』講談社、2001年4月。ISBN 978-4-06-154652-3。
- 『サイバー経済学』集英社〈集英社新書 0110〉、2001年10月。ISBN 978-4-08-720110-9。
- 『ゼロから学ぶ線形代数』講談社、2002年5月。ISBN 978-4-06-154653-0。
- 『数学の遺伝子　5本の指からはじまる壮大な物語』日本実業出版社、2003年6月。ISBN 978-4-534-03594-3。
- 『確率的発想法　数学を日常に活かす』日本放送出版協会〈NHKブックス〉、2004年2月。ISBN 978-4-14-001991-7。
- 『MBAミクロ経済学』日経BP社〈日経BP実戦MBA 6〉、2004年4月。ISBN 978-4-8222-4394-4。
- 『文系のための数学教室』講談社〈講談社現代新書 1759〉、2004年11月。ISBN 978-4-06-149759-7。
- 『使える！確率的思考』筑摩書房〈ちくま新書 565〉、2005年11月。ISBN 978-4-480-06272-7。
- 『マンガでわかる微分積分』十神真／作画、オーム社、2005年12月。ISBN 978-4-274-06632-0。
  - 『ぷちマンガでわかる微分積分』十神真／作画、オーム社、2016年7月。ISBN 978-4-274-21914-6。
- 『エコロジストのための経済学』東洋経済新報社、2006年2月。ISBN 978-4-492-31357-2。
- 『算数の発想　人間関係から宇宙の謎まで』日本放送出版協会〈NHKブックス 1060〉、2006年6月。ISBN 978-4-14-091060-3。
- 『完全独習　統計学入門』ダイヤモンド社、2006年9月。ISBN 978-4-478-82009-4。
- 『数学で考える』青土社、2007年10月。ISBN 978-4-7917-6365-8。
- 『数学でつまずくのはなぜか』講談社〈講談社現代新書 1925〉、2008年1月。ISBN 978-4-06-287925-5。
- 『容疑者ケインズ　不況、バブル、格差。すべてはこの男のアタマの中にある。』プレジデント社〈ピンポイント選書〉、2008年8月。ISBN 978-4-8334-1880-5。
- 『世界を読みとく数学入門　日常に隠された「数」をめぐる冒険』角川学芸出版〈角川ソフィア文庫 SP K-107-1〉、2008年10月。ISBN 978-4-04-409101-9。
- 『キュートな数学名作問題集』筑摩書房〈ちくまプリマー新書 115〉、2009年8月。ISBN 978-4-480-68817-0。
- 『使える！経済学の考え方　みんなをより幸せにするための論理』筑摩書房〈ちくま新書 807〉、2009年10月。ISBN 978-4-480-06509-4。
- 『天才ガロアの発想力　対称性と群が明かす方程式の秘密』技術評論社〈tanQブックス 10〉、2010年9月。ISBN 978-4-7741-4345-3。
  - 『完全版　天才ガロアの発想力　対称性と群が明かす方程式の秘密』技術評論社〈知の扉シリーズ〉、2019年7月19日。ISBN 978-4-297-10627-0。
- 『数学的思考の技術　不確実な世界を見通すヒント』ベストセラーズ〈ベスト新書 318〉、2011年2月。ISBN 978-4-584-12318-8。
- 『景気を読みとく数学入門』角川学芸出版〈角川ソフィア文庫 SP K-107-3〉、2011年3月。ISBN 978-4-04-409434-8。
- 『大悪魔との算数決戦』大高郁子／絵、技術評論社〈すうがくと友だちになる物語 1〉、2012年7月。ISBN 978-4-7741-5139-7。
- 『数学入門』筑摩書房〈ちくま新書 966〉、2012年7月。ISBN 978-4-480-06666-4。
- 『ナゾ解き算数事件ノート』大高郁子／絵、技術評論社〈すうがくと友だちになる物語 2〉、2012年9月。ISBN 978-4-7741-5234-9。
- 『ゼロからわかる経済学の思考法』講談社〈講談社現代新書 2178〉、2012年10月。ISBN 978-4-06-288178-4。
- 『数学的推論が世界を変える　金融・ゲーム・コンピューター』NHK出版〈NHK出版新書 394〉、2012年12月。ISBN 978-4-14-088394-5。
- 『世界は2乗でできている　自然にひそむ平方数の不思議』講談社〈ブルーバックス B-1819〉、2013年8月。ISBN 978-4-06-257819-6。
- 『数学的決断の技術　やさしい確率で「たった一つ」の正解を導く方法』朝日新聞出版〈朝日新書 442〉、2013年12月。ISBN 978-4-02-273542-3。
- 『数学は世界をこう見る　数と空間への現代的なアプローチ』PHP研究所〈PHP新書 927〉、2014年5月。ISBN 978-4-569-81870-2。
- 『確率を攻略する　ギャンブルから未来を決める最新理論まで』講談社〈ブルーバックス B-1927〉、2015年7月。ISBN 978-4-06-257927-8。
- 『完全独習　ベイズ統計学入門』ダイヤモンド社、2015年11月。ISBN 978-4-478-01332-8。
- 『証明と論理に強くなる　論理式の読み方から、ゲーデルの門前まで』技術評論社〈知の扉シリーズ〉、2017年2月。ISBN 978-4-7741-8664-1。
- 『マンガでやさしくわかる統計学』葛城かえで／シナリオ制作、薙澤なお／作画、日本能率協会マネジメントセンター、2017年5月。ISBN 978-4-8207-5972-0。
- 『世界は素数でできている』KADOKAWA〈角川新書 K-151〉、2017年8月。ISBN 978-4-04-082139-9。
- 『宇沢弘文の数学』青土社、2018年9月。ISBN 978-4-7917-7100-4。
- 『暗号通貨の経済学　21世紀の貨幣論』講談社〈講談社選書メチエ 692〉、2019年1月。ISBN 978-4-06-514495-4。
- 『宇宙人ミューとカイのかわいい統計大作戦　表とグラフで世界を知ろう！』ミネルヴァ書房、2019年3月。ISBN 978-4-623-08516-3。
- 『難しいことはわかりませんが、統計学について教えてください！　身近な疑問からはじめる統計入門』SBクリエイティブ〈SB新書 491〉、2019年10月。ISBN 978-4-8156-0241-3。
- 『世界一わかりやすいミクロ経済学入門』講談社、2019年10月。ISBN 978-4-06-517563-7。
- 『素数ほどステキな数はない　素数定理のからくりからゼータ関数まで』技術評論社〈知の扉シリーズ〉、2021年9月24日。ISBN 978-4-297-12271-3。

### 共著
- 黒川 信重『リーマン予想は解決するのか？　絶対数学の戦略』青土社、2009年6月。ISBN 978-4-7917-6487-7。
- 松原 望『戦略とゲームの理論』東京図書、2011年9月。ISBN 978-4-489-02111-4。
- 黒川 信重『21世紀の新しい数学　絶対数学、リーマン予想、そしてこれからの数学』技術評論社〈知の扉シリーズ〉、2013年8月。ISBN 978-4-7741-5829-7。

### 監修
- 『人生の確率　数字でみるとリアルにわかる』小島寛之／監修、宝島社、2006年11月。ISBN 978-4-7966-5510-1。
  - 『人生の確率　数字でみるとリアルにわかる』小島寛之／監修、宝島社〈宝島社文庫〉、2007年2月。ISBN 978-4-7966-5693-1。
- 細山敏之／作「すぐにわかるケインズ系経済学入門」『マンガ　ケインズ　大不況は解決できる』小島寛之／監修・解説、石田おさむ／画、講談社、2011年4月。ISBN 978-4-06-215713-1。

### 博士論文
- Kojima, Hiroyuki (2008-01-23) (英語), An approach to the decision theory under Knightian uncertainty (ナイト流不確実性理論への一考察), 東京大学, 乙第16887号